# Соловьёвка (Приморский край)
Соловьёвка — село в Дальнереченском районе Приморского края, входит в Веденкинское сельское поселение..

## География
Село Соловьёвка находится к востоку от Дальнереченска, на левом берегу реки Малиновка.
От Веденки к Соловьёвке отходит асфальтированная автодорога протяжённостью около 3 км (небольшой участок примерно 500 м, составляет грунтовую дорогу)
Расстояние до районного центра города Дальнереченск по трассе составляет 20 км, а по прямой - 18 км.

## Население
| 1903 | 1915 | 2002 | 2010 |
| ---- | ---- | ---- | ---- |
| 293  | ↗515 | ↗679 | ↘568 |

## Экономика
В селе Соловьевка есть средняя школа, почта, медпункт, детский сад, несколько магазинов частных предпринимателей - жителей села. Совхоз "Соловьевский" (правопреемник ООО "Соловьиное") просуществовал до 2003 года. Жители села занимаются сельским и лесным хозяйством. 